# Arco tangente inferiore
Un arco tangente inferiore è un alone osservabile raramente, un fenomeno ottico che appare sotto e tangente ad un alone di 22° centrato attorno al Sole.
Come l'arco tangente superiore, la forma di un arco tangente inferiore dipende dall'altitudine del Sole. Quando il Sole supera la linea dell'orizzonte, l'arco tangente inferiore forma un angolo acuto a forma di ala sotto al Sole. Quando quest'ultimo si alza sull'orizzonte, l'arco prima si piega su sé stesso e poi prende la forma di un arco largo. Quando il Sole raggiunge i 29-32° sopra l'orizzonte, l'arco finalmente comincia ad allargarsi e ad unirsi con l'arco tangente superiore per formare l'alone circoscritto. L'arco tangente inferiore si vede raramente ed appare solo quando l'altezza del Sole supera i 22°. Molte di queste osservazioni sono state fatte da punti di osservazione elevati come montagne e aerei.
Per produrre gli archi tangenti inferiori è necessario che i cristalli di ghiaccio con la forma di aste esagonali abbiano il loro lungo asse allineato orizzontalmente.